# 四正丁基氟化铵
四正丁基氟化铵或简写为：TBAF是一种季铵盐，具有化学式（CH3CH2CH2CH2)4N+F-）。这种化合物的三水合物或其四氢呋喃溶液属于商业市售试剂。
在实验室中，四丁基氟化氨的四氢呋喃溶液形式常常用于有机可溶性的氟离子，可用其脱除硅醚保护基。它还可用于相转移催化剂和一种温和的碱。通过加热，该化合物还可以对酰胺发生N-烷基化反应。
由于氟原子是一种很强的氢键受体，因此该化合物几乎不可能得到完全干燥的样品。当其在真空下加热到77 °C时，化合物会分解为氟化氢根盐，
当样品在高真空下40 °C干燥，仍然会得到10-30 mol%含水量以及10%的二氟盐。